# Горный (Будённовский район)
Го́рный — хутор в составе Будённовского района (муниципального округа) Ставропольского края России.

## География
Хутор расположен напротив посёлка Красный Октябрь. Их разделяет река Кума. Берег реки, на котором находится Горный, в отличие от противоположного является холмистым, что и обусловило название хутора. Настоящих гор поблизости нет. Юго-западнее Горного находится водосброс.
Расстояние до краевого центра: 191 км.
Расстояние до районного центра: 20 км.

## История
До 18 февраля 1993 года хутор входил в Покойненский сельсовет. 18 февраля 1993 года Малый Совет Ставропольского краевого Совета народных депутатов решил «Образовать в Будённовском районе Краснооктябрьский сельсовет с центром в селе Красный Октябрь. Включить в его состав село Красный Октябрь и хутор Горный, выделенные из состава Покойненского сельсовета этого же района».
В августе 2003 года Горный испытал удар стихии: в результате мощных ливней, и вызванных ими потоков, лишились своих жилищ 27 семей, в марте 2004 года правительством Ставропольского края им были вручены жилищные сертификаты.
До 16 марта 2020 года хутор входил в упразднённый Краснооктябрьский сельсовет.

## Население
| 1989 | 2002 | 2010 | 2012 | 2014 | 2021 |
| ---- | ---- | ---- | ---- | ---- | ---- |
| 135  | ↗176 | ↘45  | ↗53  | ↗60  | ↘27  |

По данным переписи 2002 года в национальной структуре населения русские составляли 54 %, езиды — 36 %.